# Steven Culp
Steven Bradford Culp (sinh ngày 3 tháng 12 năm 1955) là một nam diễn viên người Mỹ.